# Монтольдр
Монто́льдр (фр. Montoldre) — коммуна во Франции, находится в регионе Овернь. Департамент коммуны — Алье. Входит в состав кантона Варен-сюр-Алье. Округ коммуны — Виши.
Код INSEE коммуны — 03187.

## Население
Население коммуны на 2008 год составляло 643 человека.
| 1962 | 1968 | 1975 | 1982 | 1990 | 1999 | 2008 |
| ---- | ---- | ---- | ---- | ---- | ---- | ---- |
| 667  | 702  | 666  | 647  | 645  | 605  | 643  |

## Экономика
В 2007 году среди 327 человек в трудоспособном возрасте (15—64 лет) 237 были экономически активными, 90 — неактивными (показатель активности — 72,5 %, в 1999 году было 68,7 %). Из 237 активных работали 219 человек (121 мужчин и 98 женщин), безработных было 18 (8 мужчин и 10 женщин). Среди 90 неактивных 17 человек были учениками или студентами, 44 — пенсионерами, 29 были неактивными по другим причинам.